# Hentai Ōji to Warawanai Neko.
Hentai Ouji to Warawanai Neko. (яп. 変態王子と笑わない猫。, Хентай о:дзі то вараванай неко.), або скорочено HenNeko (яп. 変猫。) — ранобе авторства Саґари Соу з ілюстраціями Кантоку, що виходило з жовтня 2010 по березень 2019. Манґа-адаптація з 8 томів виходила з квітня 2011 по лютий 2018. У 2013 році студія J.C.Staff випустила дванадцятисерійний аніме-серіал.

## Сюжет
Головний персонаж, Йото Йокодера, думає тільки про дівчат і прагне різними шляхами милуватися ними. Він постійно бреше оточуючим про свої справжні мотиви, тому всі думають, що він працює на благо суспільства і відвідує біговій гурток виключно з любові до спорту, а не з бажання дивитися на дівчат. Однак наслідки брехні заважають Ето жити. Після того як його намагаються зробити новим капітаном бігового гуртка, юнак вирішує помолитися статуї, які не сміються кота про те, щоб вона позбавила його від нещирість. До його молитві приєднується головна героїня, Цукіко Цуцукакусі, у якій протилежна проблема — вона хоче навчитися приховувати від оточуючих свої справжні почуття. Обидва бажання виконуються. Тепер Ето завжди говорить те, що думає. Відповідно, його мова являє собою безперервні сексуальні домагання, за що він отримує прізвисько «Розпусний Принц». Цукіко ж втрачає здатність проявляти хоч якісь почуття. Незадоволені наслідками своїх бажань, герої починають пошуки способу повернути собі свої колишні характери.

## Медіа

### Ранобе
Серія ранобе Hentai Ōji to Warawanai Neko. авторства Саґари Соу з ілюстраціями Кантоку виходила на імпринті Media Factory MF Bunko J. 12 томів виходилили у період з жовтня 2010 по березень 2019. Разом з шостим томом ранобе вийшла радіопостановка за мотивами твору.
| №  | Дата виходу     | ISBN                                                    |
| -- | --------------- | ------------------------------------------------------- |
| 1  | 25 квітня 2010  | ISBN 978-4-8401-3555-9                                  |
| 2  | 25 січня 2011   | ISBN 978-4-8401-3800-0                                  |
| 3  | 25 травня 2011  | ISBN 978-4-8401-3893-2                                  |
| 4  | 22 вересня 2011 | ISBN 978-4-8401-4207-6                                  |
| 5  | 23 березня 2012 | ISBN 978-4-8401-4528-2                                  |
| 6  | 25 березня 2013 | ISBN 978-4-8401-4686-9 (ЗВ) ISBN 978-4-8401-4973-0 (СВ) |
| 7  | 25 жовтня 2013  | ISBN 978-4-04-066028-8                                  |
| 8  | 25 квітня 2014  | ISBN 978-4-04-066389-0                                  |
| 9  | 25 грудня 2014  | ISBN 978-4-04-067316-5                                  |
| 10 | 25 травня 2015  | ISBN 978-4-04-067655-5                                  |
| 11 | 25 квітня 2016  | ISBN 978-4-04-067954-9                                  |
| 12 | 24 березня 2018 | ISBN 978-4-04-069182-4                                  |
| 13 | 25 березня 2019 | ISBN 978-4-04-065624-3                                  |

### Манґа
Манґа-адаптація з ілюстраціями Окомекен виходила сейнен-журнале Monthly Comic Alive видавництва Media Factory з липня 2011 по квітень 2018. Перший танкбон вийшов 23 серпня 2011, а останній восьмий — 23 серпня 2019. 23 березня 2013 вийшов однотомний спіноф манґи Hentai Ōji to Warawanai Neko. Nya! (яп. 変態王子と笑わない猫。にゃ！) з ілюстраціями Kashi.
| № | Дата виходу     | ISBN                   |
| - | --------------- | ---------------------- |
| 1 | 23 серпня 2011  | ISBN 978-4-8401-3555-9 |
| 2 | 23 березня 2012 | ISBN 978-4-8401-4436-0 |
| 3 | 23 жовтня 2012  | ISBN 978-4-8401-4736-1 |
| 4 | 23 березня 2013 | ISBN 978-4-8401-5031-6 |
| 5 | 23 січня 2014   | ISBN 978-4-04-066244-2 |
| 6 | 23 березня 2015 | ISBN 978-4-04-067285-4 |
| 7 | 22 березня 2015 | ISBN 978-4-04-067859-7 |
| 8 | 23 березня 2018 | ISBN 978-4-04-069827-4 |

### Музичні теми
Опенінґ (Вступний ролик)
«Fantastic future» — Юкарі Тамура.
Ендінґ (Завершальний ролик)
«BabySweet Berry Love» — Юі Огура.